# Cyriacus Lindemann

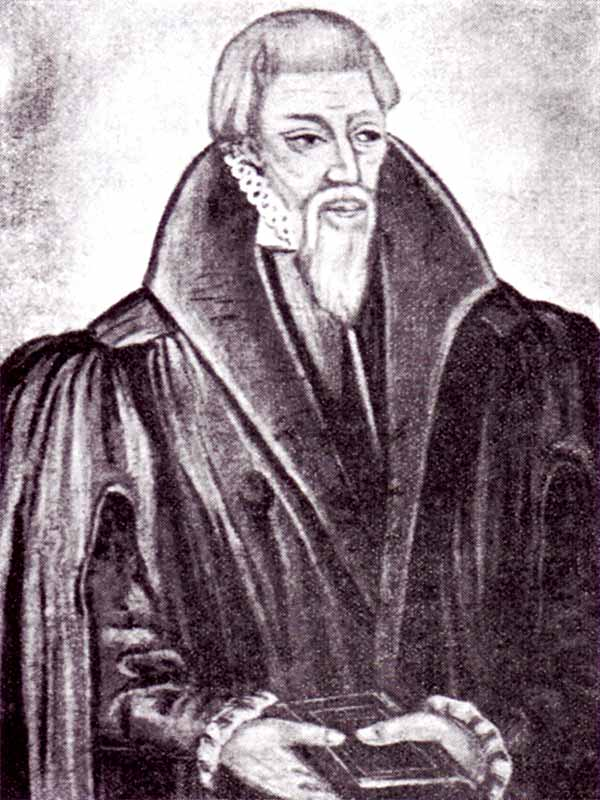
Cyriakus Lindemann

Cyriacus Lindemann (* um 1516 in Gotha; † 12. März 1568 ebenda) war ein deutscher Pädagoge.

## Leben
Geboren als Sohn des Schneiders Hans Lindemann, der ein Cousin Martin Luthers mütterlicherseits war, und dessen Frau Dorothea, erlebte er bereits im Alter von vier Jahren den Tod seines Vaters. Seine Mutter heiratete daraufhin den Gothaer Bürgermeister Melchior Keuthe, der gut für seine Stiefkinder sorgte. Lindemann besuchte die Gothaer Lateinschule, die 1524 von Friedrich Myconius eröffnet worden war und auf der er eine humanistische Bildung genoss.
Im üblichen Alter von 17 Jahren immatrikulierte er sich am 14. Juni 1533 an der Universität Wittenberg und ging auf Empfehlung Philipp Melanchthons Ostern 1535 als Lehrer nach Gotha zurück. Im Herbst 1536 kehrte er nach Wittenberg zurück, um seine Studien fortzusetzen, und wurde 1539 an die Schule in Freiberg, der er bis 1543 angehörte, entsendet. Nachdem er am 11. September 1543 den akademischen Grad eines Magisters erlangt hatte, wurde Lindemann zur neu gegründeten kurfürstlichen Landesschule Pforta gesendet. Hier übernahm er zunächst die kommissarische Leitung der Anstalt, bis im Frühjahr Ende Mai/Anfang Juni Johannes Gigas seine Amtsgeschäfte als erster Rektor der Anstalt aufnahm.
Nachdem Gigas an Michaelis 1545 seinen Abschied von Schulpforta nahm, berief ihn die Universität Leipzig, vor allem auf Betreiben des Joachim Camerarius d. Ä., zum Rektor der Einrichtung. Während seiner Amtszeit wurden die beiden Landesschulen in Meißen und Pforte dem Visitationsrecht der Universität Leipzig unterstellt. Eine Schulordnung die „Forma disciplinae“ wurde eingeführt, die jahrelang in Kraft blieb und die die Grundlage für folgende Schulordnungen bilden sollte.
Während seiner Dienstzeit gab es Probleme vor allem mit dem katholischen Verwalter der Landesschule, Michael Lemmermann, der auch bereits seinem Vorgänger zugesetzt hatte. Da an eine vernünftige Zusammenarbeit nicht mehr zu denken war, reichte Lindemann sein Abschiedsgesuch ein, was aus Dresden nicht bestätigt wurde. Daraufhin zahlte ihm der Verwalter sein ihm zustehendes Gehalt nicht aus und Lindemann verließ empört eigenmächtig die Schule. Über Naumburg, Jena, und Remda gelangte er dann wieder nach Gotha, wo er 1548 die Tochter des inzwischen zum Superintendenten gewordenen Friedrich Myconius heiratete. Nach einem Jahr ohne amtliche Stellung erhielt er 1549 eine Stelle als Konrektor am Gothaer Gymnasium. Angebote von Hamburg und Erfurt schlug er aus und wurde 1562 Rektor des Gymnasiums, dem er zu großem Ansehen verhalf.
Er selbst führte ein stilles, zurückgezogenes Leben, jedoch sein umfangreicher Briefwechsel mit zahlreichen Gelehrten seiner Zeit zeugt sowohl von seiner regen wissenschaftlichen Tätigkeit als auch von der Achtung und Freundschaft, die er genoss. Sein einziger Sohn Johannes starb 1567 im Alter von nur zehn Jahren durch die Pest. Dazu verdüsterten die mit den Grumbachschen Händeln verbundene Belagerung und Zerstörung seiner Heimatstadt Lindemanns letzte Lebensjahre. Eine schleichende Krankheit, die schon länger an seinen Kräften zehrte, kam unter diesen Bedingungen schneller zum Ausbruch. Cyriacus Lindemann starb im Alter von 51 Jahren in Gotha. Der Mann seiner Tochter Dorothea, Cyriacus Schneegass, gab 1593 eine Rede heraus, die ein ehemaliger Schüler Lindemanns, Johannes Dinckel, 1592 über seinen einstigen Lehrer gehalten hatte. Sein Urteil über Lindemann als Lehrer gipfelte in den Worten: „So viel Schüler er gehabt, so viell Söhne hat er sich herangezogen“.

## Werke
- Leges scholasticae. In: Martin Luther: Parvus catechismus doctoris Martini Luther latino-germanicus, cum quaestionibus de coena Domini, symbolo Athanasii ... Erphordiae 1593.
- Periochae sive explicationes summariae et perspicuae tam Epistolarum quam Evangeliorum, quae diebus Dominicis et festis sollemnibus in Ecclesia proponi solent: Stylo facili et eleganti scriptae et traditae olim in schola Gothana a M. Cyriaco Lindemanno, Rectore. Nunc vero in usum iuniorum et aliorum piorum editae. Erphordiae 1589.
- Epistolae quaedam paraeneticae, in quibus etiam instituendorum studiorum aliqua ratio monstratur. Ed. Schneegass. Erfurt 1593.
- Hymnus: O Deus magni fabricator orbis. In: Tenzel: Historiae Gothanae. Jena 1716.
- eine lateinische Übersetzung des Theognis erwähnt Camerarius Epist. Famil. VI, 188; 192.